# Roger-André Halique
 (août 2017).
Si vous disposez d'ouvrages ou d'articles de référence ou si vous connaissez des sites web de qualité traitant du thème abordé ici, merci de compléter l'article en donnant les références utiles à sa vérifiabilité et en les liant à la section « Notes et références ».
Roger-André Halique est un poète français né le 13 juillet 1938, à Rennes en Ille-et-Vilaine.

## Biographie
Élève de René Simon de 1959 à 1961, il est comédien à Paris de 1961 à 1965.
Acteur de la compagnie « L’Équipe » (salle Valhubert à Paris), il participe aux festivals d'Avignon, Beaugency, Vichy et Gonesse jouant du Shakespeare dans La Tempête et La Comédie des erreurs, jouant également du Marivaux, Musset et Offenbach, se produisant notamment au Théâtre de la Comédie Wagram (1961) dans Le Plaisir de rompre de Jules Renard, et au théâtre du Châtelet (1962-1963) dans La Polka des lampions de Marcel Achard dont le livret servit de script au film de Billy Wilder Certains l'aiment chaud.
Il s'installe à Saint-Brieuc pour des raisons familiales, et y est agent d'affaires durant trente ans.
En 1971, il publie son premier recueil de poèmes L’Étrange étranger aux éditions de l'Athanor (Paris), puis un second en 1989 L'Instant éternel chez Le méridien éditeur (Paris).
Parallèlement peintre et sculpteur sous la signature de Halic, il expose à la Biennale des Beaux Arts au Grand Palais (Paris) (février 1991), à la galerie Médiart à Beaubourg (septembre-octobre 1993) ainsi qu'en Bretagne (Rennes, Vannes, Quiberon, Binic et Saint-Brieuc).
En 2003, directeur des 39e Jeux floraux de La Baule, il est l'initiateur et l'organisateur du Grand Festival de Poésie de La Baule et de la Côte d'Amour qui se déroule du 7 au 13 avril sur les cinq communes de la presqu'île du Croisic.

## Publications
- L'Étrange étranger, recueil de poésie, Editions de l'Athanor, 1971
- L'Instant éternel, recueil de poésie, Le méridien éditeur, 1989
- Le cri du sel, édition privée, novembre 2008 (100 pages, 14 illustrations en couleur)

## Pour approfondir